# Syrmatium decumbens
Syrmatium decumbens är en ärtväxtart som först beskrevs av George Bentham, och fick sitt nu gällande namn av Edward Lee Greene. Syrmatium decumbens ingår i släktet Syrmatium och familjen ärtväxter. Inga underarter finns listade i Catalogue of Life.